# Hessequa
Hessequa (officieel Hessequa Plaaslike Munisipaliteit, voorheen Langeberg Plaaslike Munisipaliteit) is een gemeente in het Zuid-Afrikaanse district Tuinroute.
Hessequa ligt in de provincie West-Kaap en telt 52.642 inwoners. In 2000 werd de gemeente gesticht onder de naam Langeberg, maar in 2005 werd besloten de naam te veranderen in Hessequa. Later nam de gemeente Breederivier/Wynland (nu Langeberg) deze naam over.

## Hoofdplaatsen
Hessequa is op zijn beurt nog eens verdeeld in 14 hoofdplaatsen (Afrikaans: nedersettings) en de hoofdstad van de gemeente is de hoofdplaats Riversdal.
- Albertinia
- Askraal
- Brandrivier
- Gouritsmond
- Groot-Jongensfontein
- Heidelberg
- Port Beaufort
- Reisiesbaan
- Renier
- Riversdal
- Slangrivier
- Stilbaai
- Vermaaklikheid
- Witsand